# Osea
Osea (staroangielski: Ōsgȳþes īeg, również: Osey) – wyspa na rzece Blackwater, w hrabstwie Essex, w Anglii. Wyspa znajduje się u ujścia rzeki do Morza Północnego. Należy do civil parish Heybridge.  

## Charakterystyka
Osea ma powierzchnię około 1,5 kilometra kwadratowego. Połączona jest z północnym brzegiem rzeki groblą wybudowana przez Rzymian. Przeprawa zalewana jest podczas przypływów. Wówczas transport na wyspę organizowany jest łodziami, od 2016 roku również dwoma małymi samolotami lądującymi na wodzie  a kursującymi m.in. z Londynu. Z południowego Londynu na wyspę lata również helikopter. Są to usługi komercyjne, ale ogólnodostępne. Najstarsze nieruchomości na wyspie mają ponad 400 lat, w części z nich świadczone są dziś usługi turystyczne. Cała wyspa jest własnością producenta muzycznego Nigela Frieda – założyciela grupy Sugababes i producenta części albumów The Rolling Stones. Frieda kupił większość wyspy w 2000 roku za 6 milionów funtów, niewielką końcową jej część dokupił w 2012 roku. Przez wiele lat na wyspie swój dom miała znana szwajcarska fotografka architektury Hélène Binet.

## Wyspa w kulturze
Na wyspie istnieje profesjonalne studio nagraniowe, na Osea tworzyli m.in. Jessie J, Tinie Tempah i Rhianna.
Na Osea w 2019 i 2020 roku realizowany był serial HBO z gatunku folk–horror pod tytułem „Trzeci dzień”.

## Zobacz również
- Wyspa pływowa